# Southern Cross-ekspeditionen
Southern Cross-ekspeditionen (officielt British Antarctic Expedition 1898–1900) var den første britiske opdagelsesrejse i den heroiske tidsalder for antarktiskudforskning og en forløber for de mere berømte ekspeditioner under Robert Falcon Scott, Ernest Shackleton og Roald Amundsen. Det var den norsk fødte, halvt engelske forskeren og skolemesteren Carsten Borchgrevink, som havde fået ideen til ekspeditionen, som var den første, som gennemførte en overvintring på det antarktiske fastland. Ekspeditionen var også den første, som sejlede til Rossbarrieren efter, at James Clark Ross havde opdaget den i 1839–43, og den første som foretog ilandstigning på barrieren. Ekspeditionen var endvidere banebrydende ved sin brug af hunde og slæder i Antarktis.
Southern Cross-ekspeditionen var finansieret af den britiske forlægger George Newnes. Afrejsen skete i august 1898 med dampskibet "Southern Cross", og Borchgrevinks mandskab tilbragte vinteren 1899 ved Kapp Adare, helt nordvest i Rosshavet. Her gennemførte de et omfattende videnskabeligt program, men mulighederne for nærmere udforskning af indlandet var stærkt begrænset af det bjergrige terræn med mange isbræer omkring lejren. I januar 1900 forlod de Kapp Adare i "Southern Cross". De udforskede så Rosshavet efter samme rute, som Ross havde fulgt 60 år tidligere. Efter at have nået isbarrieren blev en gruppe på tre mand de første til at foretage en slædetur på barriereoverfladen. De nåede 78°50'S, det sydligste punkt, som indtil da var nået af mennesker.
Ved tilbagekomsten til England blev ekspeditionen køligt modtaget af det etablerede geografiske selskab i London, som var fornærmet over, at ekspeditionen var kommet dets egen Discovery-ekspedition i forkøbet. Der blev også fremsat kritik af Borchgrevinks lederegenskaber og det begrænsede videnskabelige udbytte af ekspeditionen. Til trods for sin banebrydende virksomhed i Antarktis opnåede Borchgrevink aldrig samme heltestatus som Scott og Shackleton, og Southern Cross-ekspeditionen blev snart overskygget af dramatikken, som omgav disse og andre af tidens opdagelsesrejsende. Roald Amundsen anerkendte imidlertid, at Borchgrevinks ekspedition havde overvundet de største forhindringer for at tage sig frem på det antarktiske kontinent og dermed åbnet vejen for efterfølgende ekspeditioner.

## Baggrund
Carsten Egeberg Borchgrevink var født i Oslo af en engelsk moder og norsk fader. I 1888 emigrerede han til Australien, hvor han blandt andet arbejdede som landmåler i Queensland, før han takkede ja til et tilbud om en lærerstilling i New South Wales. I 1894 deltog han i en antarktisekspedition finansieret af Svend Foyn. Den havde som hovedformål at kortlægge muligheden for hvalfangst i Sydishavet. Ekspeditionen blev ledet af Henrik Johan Bull i hvalfargerskuden "Antarctic" og nåede Kapp Adare helt vest i Rosshavet. En gruppe bestående af blandt andre Bull og Borchgrevink gik i land og hævdede at være de første mennesker, som satte fod på det antarktiske kontinent, uvidende om britiske og amerikanske sælfangere som hævdede at være gået i land på Antarktishalvøen i 1821.
De gik også i land på Possession Islands i Rosshavet, hvor de lagde en melding i en metalboks på Foyn Island som bevis på deres besøg. Borchgrevink var overbevist om, at Kapp Adares beliggenhed, med en stor pingvinkoloni som gav enkel adgang til fersk kød og spæk, var egnet som base for en fremtidig overvintringsekspedition og udgangspunkt for undersøgelser af Antarktis indre.
Fast bestemt på, at han ville lede en sådan ekspedition selv, brugte Borchgrevink de næste tre år til at forsøge at skaffe økonomisk støtte i Australien og England. Norsk støtte var umulig fordi "Fram"-ekspeditionerne havde lagt beslag på alt det, som var muligt at fremskaffe. Til trods for nogen opmuntring fra Royal Geographical Society (RGS), som han talte for på dets internationale kongres i 1895, var indsatsen i begyndelsen resultatløs. RGS arbejdede i det skjulte med sine egne planer om en stor national antarktisekspedition (disse planer materialiserede sig senere i Discovery-ekspedisjonen, ledet af Robert F. Scott) og var selv på finansieringsjagt, og Borchgrevink blev af præsidenten i RGS, Clements Markham, set som en påtrængende udlænding og konkurrent. Borchgrevink formåede imidlertid til sidst at overtale forlæggeren George Newnes til at dække alle omkostningerne ved ekspeditionen, omkring 40.000 £ (3.300.000 £ i 2010-værdi). Denne donation gjorde Markham og RGS rasende, da beløbet ville være tilstrækkelig til at få deres eget projekt finansieret. Newnes' forretningsrival Alfred Harmsworth støttede for øvrigt Markhams ekspedition.
Newnes satte følgende betingelse: Borchgrevinks ekspedition skulle sejle under britisk flag og under navnet The British Antarctic Expedition. Borchgrevink havde ingen problemer med at acceptere dette, selv om kun to af ekspeditionens medlemmer var britiske (et andet medlem af landgruppen, Louis Bernacchi, var australier; resten var alle skandinaver). Dette forstærkede Markhams fjendtlighed og foragt, som revsede RGSs bibliotekar Hugh Robert Mill for at have været til stede ved Southern Cross-ekspeditionens lancering. Der havde Mill i gribende ordvalg udbragt en skål for ekspeditionens succes og kaldt det "en skam for menneskelig virksomhed", at der var dele af jordkloden, som mennesket endnu ikke havde forsøgt at nå. Han håbede, at denne skam ville få en ende takket være "gavmildheden hos Sir George Newnes og modet hos Hr. Borchgrevink".

## Organisering

### Ekspeditionens formål
Borchgrevinks ekspedition havde både kommercielle, videnskabelige og geografiske mål. Han overvejede at oprette et selskab for at udvinde de store guano-forekomster, han havde observeret på sin rejse i 1894–95, men dette blev det ikke noget af. I en række taler i videnskabelige selskaber pointerede han hvor meget arbejde, som kunne blive udført af en overvintrende ekspedition, herunder muligheden for at fastslå beliggenheden af den magnetiske sydpol. Videnskabsmændene, som Borchgrevink udtog til ekspeditionen, var relativt uerfarne, men de dækkede et bredt spekter af videnskabelige discipliner: magnetisme, meteorologi, biologi, zoologi, taksidermi og kartografi. Borchgrevink håbede også, at ekspeditionens videnskabelige bedrifter kunne forstærkes af slæderejser og geografiske opdagelser, og muligvis et forsøg på at nå den geografiske sydpol. Uden kendskab til Antarktis geografi var han intetanende om, at lejrens beliggenhed ved Kapp Adare ville udelukke omfattende undersøgelser af kontinentets indre.

### Fartøj
Borchgrevink købte den dampdrevne ishavsskude "Pollux", bygget ved Colin Archers værft, som ekspeditionsskib. Archer havde konstrueret og bygget Nansens skib "Fram", som i 1896 var vendt tilbage uskadt fra sin drift i isen under Nansens forsøg på at nå Nordpolen. "Pollux", som Borchgrevink umiddelbart efter omdøbte til "Southern Cross", var barkrigget, 146 fod (44,5 meter) lang og med en tonnage på 521 bruttoregisterton. Motorerne blev konstruerede efter Borchgrevinks specifikationer og installeret før fartøjet forlod Norge. Markham såede tvivl om skudens sødygtighed (måske for at hindre Borchgrevinks afrejse), men "Southern Cross" viste sig at indfri alt, som blev krævet af hende i det antarktiske farvand. I lighed med mange af de historiske polarskuder havde hun et kort liv efter ekspeditionen; hun blev solgt til Newfoundland Sealing Company, og i april 1914 forliste hun med hele mandskabet på 173 under en storm ud for Newfoundland.

### Personel
Landgruppen på ti, som skulle overvintre ved Kapp Adare, bestod af Borchgrevink, fem forskere, en ekspeditionslæge, en kok (som også virkede som assistent), og to hundekørere. Borchgrevink valgte først kun nordmænd, men dette kunne ikke Newnes acceptere. Derfor kom to englændere og en australier med som medlemmer af den videnskabelige stab. Tasmanieren Louis Bernacchi, som havde studeret magnetisme og meteorologi ved Melbourne Observatory, var egentlig blevet udvalgt til at deltage på den belgiske antarktisekspedition 1897–99 (Belgica-ekspeditionen) men var imidlertid blevet efterladt i Australien, efter som ekspeditionsskibet "Belgica" undlod at anløbe Melbourne på rejsen syd over. Bernacchi rejste da til London og sikrede sig en plads i Borchgrevinks videnskabelige gruppe. Hans optegnelser fra Southern Cross-ekspeditionen blev udgivet i 1901. De tegnede et kritisk billede af dele af Borchgrevinks lederskab, men forsvarede det videnskabelige udbytte af ekspeditionen. I 1901 returnerede Bernacchi til Antarktis som fysiker på Discovery-ekspeditionen under ledelse av Robert F. Scott. En anden af mandskabet kom også til at deltage på Discovery-ekspeditionen, som kaptajn på afløsningsskibet "Morning". Det var englænderen William Colbeck, en erfaren sømand med løjtnants grad i Royal Naval Reserve. Som forberedelser til Southern Cross-ekspeditionen tog Colbeck et kursus i magnetisme ved Kew Observatory i London.
Chefszoolog Nicolai Hanson havde et kort studieophold ved Universitetet i Kristiania bag sig, mens assisterende zoolog Hugh Blackwell Evans var en præstesøn fra Bristol, som havde tilbragt tre år på en kvægfarm i Canada, og som også havde deltaget på en sælfangstekspedition til Kerguelen. Ekspeditionens læge, Herluf Kløvstad, kom fra en stilling ved et sindssygeasyl i Bergen. Overvintringsgruppens øvrige medlemmer var Anton Fougner, forskningsassistent og altmuligmand; Kolbein Ellefsen, kok og assistent; og de to samer Per Savio og Ole Must, som var hundekørere. Savio og Must, henholdsvis 21 og 20 år gamle, var de yngste deltagere i gruppen. Borchgrevink beskrev senere Savio som "anerkendt for sin lojale natur, djærvhed og intelligens".
Fartøjsbesætningen under kaptajn Bernhard Jensen bestod av 19 norske søfolk og en svensk stewart. Jensen var en erfaren ishavsskipper og havde deltaget sammen med Borchgrevink på "Antarctic" i 1894–95.
Udvalget af ekspeditionsmedlemmer kan tyde på, at Borchgrevink ikke fuldt ud forstod hvor afgørende, dette kunne være for resultatet af en ekspedition af denne type. Han lagde mere vægt på at udvælge mænd, som havde godt humør, og som han mente ville være i stand til at indsamle pålidelige data, frem for erfarne videnskabsfolk, som kunne gennemføre mere indgående feltstudier og publicere omfattende videnskabelige arbejder.

## Ekspeditionen

### Rejsen syd over
"Southern Cross" afsejlede fra London den 23. august 1898 efter at have fået overdraget Union Jack af HKH Hertugen af York, den fremtidige Kong George V. Ud over ekspeditionens besætning, udstyr og proviant havde skibet med sig sibirske slædehunde. Det var første gang, at hunde skulle blive benyttet på en antarktisk ekspedition. Efter en sidste proviantering i Hobart på Tasmania sejlede "Southern Cross" mod Antarktis den 19. december.
Kapp Adare ligger på 170 grader øst. William Colbeck mente – efter at have studeret tidligere ekspeditioner – at det sandsynligvis ville blive enklere at trænge gennem pakisen ved 180 grader. Borchgrevink var imidlertid af en anden mening. Han var bange for, at vestenvinden ville drive dem endnu længere øst over i forhold til bestemmelsesstedet. Han besluttede derfor at krydse Sydishavet langs 150. længdegrad.
På årets sidste dag nåede de yderkanten af pakisen, meget tidligere end Borchgrevink havde regnet med. Dagen efter blev hundene luftet på isen, og flere af mandskabet benyttede anledningen til at tage sig en skitur. Den videre fremdrift gik langsomt, til trods for at kaptajn Jensen udnyttede det, som fandtes af åbne våger. Den 12. januar fik de Ballenyøerne i sigte, men det var ikke muligt at nærme sig på grund af tyk is i farvandet omkring dem. Ti dage senere, den 22. januar, satte en kraftig storm ind, og isen begyndte at pakke sig yderligere sammen. Der var overhængende fare for, at "Southern Cross" ville blive skruet ned af isen, og slæder og proviant blev klargjort i tilfælde af, at skuden måtte forlades. Efter nogen nervepirrende timer slap imidlertid isen sit tag. Der blev foretaget målinger, som viste, at skibet, som fortsat var indefrosset, bevægede sig langsomt mod nordøst – i stik modsat retning af Kapp Adare. Først den 11. februar sprækkede isen tilstrækkeligt op til, at de kunne starte motoren og sætte kursen østover. Ved 180. længdegrad blev kursen sat syd over, og ikke længe efter var "Southern Cross" nået igennem isbæltet og på vej ind i Rosshavet ved 71. breddegrad. Kapp Adare kom til syne den 16. februar, og dagen efter ankrede "Southern Cross" op nær land.
Ekspeditionen havde brugt længere tid end både Ross og Kristensen på at krydse isbæltet, og det er bred enighed blandt polarforskere om, at Borchgrevinks valg af kurs spillede en afgørende rolle for udfaldet af ekspeditionen: tiden, de tabte, kunne have været benyttet til at finde et overvintringssted, som var bedre egnet som udgangspunkt for slædeture ind over kontinentet.

### "Camp Ridley" ved Kapp Adare
Kapp Adare blev opdaget af James Clark Ross under hans antarktisekspedition fra 1839 til 1843. Ved næsset ligger et langt strandbælte, hvor Bull og Borchgrevink gik i land i 1895. Dette strandbælte er hjemsted for en af de største kolonier med adeliepingviner i Antarktis. Borchgrevink havde i 1895 udtalt, at "på dette specielle sted er det rigelig med plads for huse, telte og forsyninger". Overfloden af pingviner ville give adgang både på vinterrationer og fyringsolie.
Losningen startede samme dag, den 17. februar. Først blev de 75 hunde sendt i land sammen med sine samiske oppassere, og de to blev dermed de første til at tilbringe en nat på det antarktiske kontinent. I løbet af de næste tolv dage blev resten af udstyret og forsyningerne fragtet i land, og to præfabrikerede hytter i fyr fra Strømmen Trævarefabrik i Norge blev opført. Den ene skulle fungere som mandskabsbarak, den anden som lager. Dette var de første bygninger, som blev opført på kontinentet. En tredje hytte blev opført af reservematerialer og skulle tjene som magnetisk observatorium.
"Boligkvarteret" havde begrænset med plads for ti mand og virkede heller ikke særlig solid – Bernacchi beskrev det senere som "4,5 gange 4,5 meter, surret fast med tov til den stenede grund". Hundene blev holdt i en kennel stablet op af lagerkasser. Den 2. marts var lejren færdigetableret. Den blev døbt "Camp Ridley" efter pigenavnet for Borchgrevinks moder, og hertugen af Yorks flag blev hejst. Samme dag afgik "Southern Cross" til Australien for at tilbringe vinteren der.
Inde i hytten var to små rum indrettet som mørkerum og præpareringsrum. I opholdsrummet slap sollys ind gennem et dobbelt glasvindue med skodder og gennem en lille, firkantet rude højt på den nordre gavlvæg. Sovekabiner blev installerede langs ydervæggene, og et bord og en ovn tog plads op i midten af hytten.

### Den første rekognoscering
Der var kun få uger tilbage, før vinteren ville sætte ind for alvor, og det var derfor vigtigt at foretage prøveture med slæderne for at teste udstyret og blive kendt med de nærmeste omgivelser. Den 22. april lagde Borchgrevink, Fougner, Bernacchi og Savio ud på den første slædetur på havisen i Robertsonbugten med 20 hunde og proviant for 20 dage. Den første nat blæste det op til storm, og morgenen efter var isen i bugten brudt op. Fra sin teltplads på en lille strand omgivet af høje klipper blev Savio og Fougner sendt ud i en sejldugsbåd for at hente hjælp, mens Borchgrevink og Bernacchi snart blev fortvivlede vidner til, at bugten fyldtes af isklumper og isflager, som var til stor fare for de to i båden. Ved at hugge trin i isen, som dækkede klipperne, var de efter store anstrengelser i stand til at komme op til toppen af klipperne. De fik snart øje på deres to kammerater, som havde bjerget sig ind på en lille strand, og som nu også arbejdede sig op over bjergsiden. Efter flere dages livsfarligt slid nåede de omsider helskindede tilbage til lejren. Alle de tyve hunde blev skyllet i havet under stormen, men én af dem dukkede op i fin form på Kapp Adare flere uger senere.
Foruden denne mislykkede slædetur blev der fanget forsøgseksemplarer af fugle og fisk og slagtet sæler og pingviner for føde og olie. Udendørsaktiviteterne blev kraftig afkortede, da den antarktiske vinter for alvor satte ind i midten af maj.

### Den antarktiske vinter
Da vinteren begyndte at fæstne grebet, blev mændene i stigende grad indespærrede i den ubekvemme forlægning. Dette var en stor prøvelse; Bernacchi skrev om voksende kedsomhed og irritation: "Officerer og mænd, ti af os til sammen, erfarede at humøret blev tyndslidt." I denne periode blev det klart, at Borchgrevink manglede de lederegenskaber, som en sådan situation krævede. Han var, som Bernacchi skrev, "i mange henseende (...) ikke en god leder". Polarhistorikeren Ranulph Fiennes skriver, at der rådede et "demokratisk anarki", hvor møg, uorden og passivitet hørte til dagens orden.
Borchgrevink var ingen erfaren videnskabsmand, og hans manglende kompetence med instrumenter og observationstagning var til stor bekymring for flere i gruppen. Imidlertid formåede de at opretholde et program med videnskabelige observationer. Fysisk træning blev gennemført uden for hytten, når vejret tillod det, og Savio lavede en improviseret sauna i snedriven langs hytten. Der blev også arrangeret en koncert med lysbilleder, sange og højtlæsning. I denne periode var der to begivenheder, som nær havde fået en dødelig udgang; i den første blev et stearinlys forladt brændende ved siden af en køje, og det satte ild i hytten, som fik store skader. Ved et andet tilfælde blev tre mand næsten kvalt af kulos, mens de sov.
Gruppen var godt udstyret med en række basismadvarer – smør, te og kaffe, sild, sardiner, ost, suppe, hermetisk mat, plumpudding, tørre kartofler og grønsager. Der blev imidlertid klaget over, at der ikke var medtaget nogen luksusvarer. Colbeck noterede at "al hermetiseret frugt beregnet på overvintringen var enten spist op på rejsen eller efterladt ombord". Det var også mangel på tobak. Til trods for at den oprindelige tobaksbeholdningen var på et halvt ton, var kun skråtobak blevet taget med i land.
Zoologen, Nicolai Hanson, blev syg i løbet af vinteren. Den 14. oktober døde han, tilsyneladende af en tarmlidelse, og han var dermed det første menneske, som blev begravet på det antarktiske kontinent. Graven blev sprængt ud i isen oven for lejren. Bernacchi skrev: "Der midt iblant dyb stilhed og fred findes det ingenting som kan forstyrre den evige søvn bortsett fra søfugle i flugt".

### Yorkøen
Da det gik mod forår, gjorde gruppen sig klar for mere ambitiøse rejser ind over land med brug af hunde og slæder. Inderst i Robertsonbugten opdagede de en ø, som de kaldte Duke of York Island efter ekspeditionens beskytter. Yorkøens geologi blev grundig undersøgt, og de etablerede en fremskudt base som udgangspunkt for forsøg på at nå Mount Sabine i Admiralitetsbjergene i syd. Basen bestod af udstyr og et stort proviantdepot, som var fragtet over isen fra Kapp Adare. Endvidere byggede de en lille hytte af skifersten som husly.
Fra toppen af Yorkøen kunne Borchgrevink observere to isbræer i syd. Disse gav han navnene Dugdalebræen og Murraybræen. Bræerne var adskilt af en bjergryg, som fik navnet Geikielandet. Denne bjergryg var målet for den første slæderejse fra Yorkøen. I flere dage undersøgte de området op til en højde af 1.800 meter, og selv i den højde opdagede de forskellige lavarter. De fandt også fjer og æggeskaller, hvilket tydede på, at de havde fundet ynglepladser for ispetrellen. Videre fremdrift syd over med hundeslæder var imidlertid ikke mulig, så omfanget af den videre udforskningen begrænsede sig til kystlinjen af Robertsonbugten.

### Udforskning af Rosshavet
"Southern Cross" var tilbage ved Kapp Adare fra Australien den 28. januar 1900. Borchgrevink startede opgaven at nedtage basen og overføre materiel til skibet, men efter nogen dage afbrød han dette arbejde, og 2. februar kastede de los for Rosshavet. Vidnesbyrd om en hurtig og uordentlig afrejse fra Kapp Adare var tydelige, da området blev besøgt af medlemmer af Discovery-ekspeditionen to år senere. Edward Wilson skrev: "...hobe af affald over alt, og et bjerg af proviantkasser, døde fugle, sæler og hunde, slædeudstyr (...) og det skal himmelen vide."
Første stoppested var Foyn Island i øgruppen Possession Islands, hvor en metalboks efterladt af Bull og Borchgrevink i 1895 blev genfundet. De fortsatte videre syd over langs kysten af Victoria Land og opdagede flere øer. Én af disse opkaldte Borchgrevink efter Sir Clements Markham, uden at æresbevisningen førte til, at han ændrede sin fjendtlige indstilling til ekspeditionen. "Southern Cross" sejlede videre til Ross-øen og forsøgte at gå i land ved Cape Crozier, ved foden af Mount Terror. Der var Borchgrevink og kaptajn Jensen nær ved at drukne i en flodbølge forårsaget af kalving fra isbarrieren. De fulgte samme rute øst over langs barrieren, som Ross var sejlet tres år tidligere, og fandt vigen, hvor han nåede sin sydlige rekord. Observationer viste, at barrierekanten havde trukket sig omkring 50 kilometer syd over siden den gang, hvilket indebar, at de allerede havde overskredet Ross tidligere rekord. Borchgrevink ville forsøge at komme i land på barrieren og fandt en plads, hvor iskanten var lav nok til, at en ilandstigning var mulig. Den 16. februar gik han, Colbeck og Savio i land med hunde og slæder og stred sig op til barriereoverfladen. De gennemførte en march nogen kilometer syd over til et punkt, som de beregnede til at ligge på 78°50'S, en ny sydlig rekord. De var de første mennesker, som havde gået på isbarrieren, og for dette høstede de Amundsens anerkendelse: "Vi må indse, at ved at stige op på barrieren, åbnede Borchgrevink vejen mod syd og fjernede den største forhindring for de påfølgende ekspeditionener". Ti år senere etablerede Amundsen under sin vellykkede sydpolsekspedition lejren Framheim lige i nærheden .
På den videre rejse nord over stoppede "Southern Cross" på Franklin Island ud for kysten af Victoria Land og gennemførte en række magnetiske målinger. Disse antydede, at positionen for den magnetiske sydpol som forventet lå i Victoria Land, men længere mod nordvest end tidligere antagelser. Ekspeditionen satte derefter kursen hjem over. De krydsede den sydlige polarcirkel den 28. februar, og 1. april sendte de telegram fra Bluff på New Zealand med melding om, at de var vendt tilbage i god behold.

## Efterspil
Ekspeditionen fik en kølig modtagelse, da "Southern Cross" ankom til England i juni 1900. I geografiske kredse bar man fortsat nag til Borchgrevink for, at han formåede at skaffe støtte fra Newnes, men bortset herfra var offentlighedens interesse først og fremmest rettet mod Scotts forberedelser til Discovery-ekspeditionen, som skulle rejse ud året efter. Borchgrevink fremholdt, at hans ekspedition havde været meget vellykket, og udtalte at: "Den antarktiske region kan komme til at blive et nyt Klondike" – takket være mulighederne for fiskeri, sælfangst og mineraludvinding. Han viste, at det var muligt at overvintre i Antarktis og gjorde en række geografiske opdagelser. Disse omfattede øer i Robertsonbugten og i Rosshavet, samt ilandstigninger på Franklin Island, Coulman Island, Ross-øen og Ross-barrieren. Kortlægningen af kyststrækningen langs Victoria Land resulterede i "den vikgtige opdagelse (...) af Southern Cross Fjord, så vel som den glimrende lejrplads ved foden af Mount Melbourne". Han mente, at det vigtigste, de havde opnået, var bestigningen af isbarrieren og rejsen til "det sydligste punkt noget menneske havde været".
I 1901 blev Borchgrevinks bog om ekspeditionen, First on the Antarctic Continent, publiceret. Den engelske udgave kan i stor udstrækning være blevet formuleret af Newnes' journalister, og den blev kritiseret for sin journalistiske stil og skrydende tone. Forfatteren, "kendt for hverken beskedenhed eller taktfuldhed", lagde ud på en foredragsturne i England og Skotland, men modtagelsen var generelt kølig. De øvrige ekspeditionsmedlemmer var af Newnes blevet pålagt en karantænetid på seks måneder fra Borchgrevinks udgivelse, før de kunne publicere deres egne bøger. Bernacchi overholdt fristen, da han i 1901 udgav To The South Polar Regions, hvor han i ringe udstrækning berørte konflikterne, som opstod mellem ekspeditionsdeltagerne. Hans dagbogsnotater, som blev udgivet i 1998 af barnebarnet Janet Crawford i bogen That First Antarctic Winter, viser imidlertid til fulde konflikterne, som opstod mellem Borchgrevink og hans mænd. I 1905 udgav Borchgrevink en norsk udgave af ekspeditionsberetningen, Nærmest Sydpolen Aaret 1900, hvilket var en udvidet version i forhold til den engelske udgave.
Hugh Robert Mill udtalte, at mens de videnskabelige resultater fra ekspeditionen var mere beskedne end forventet, meget på grund af at notaterne fra Hanson var forsvundet på mystisk vis, var ekspeditionen "interessant som et flot stykke videnskabeligt arbejde". British Museum udgav i 1902 en 300-siders rapport med det materiale, som blev bjerget af Hansons arbejde. De meteorologiske og magnetiske forhold i Victoria Land var blevet registreret gennem et helt år, positionen af den magnetiske sydpol var beregnet, og prøver af kontinentets flora, fauna og geologi var blevet indsamlet. Borchgrevink påstod også at have opdaget nye insektarter og dyrearter, som lever på lavt vand, og han mente at kunne bevise, at enkelte var "bipolare", dvs. arter som lever nær både i nord- og sydpolområderne.
Det tog lang tid før geografimiljørene i Storbritannien og rundt om i verden gav ekspeditionen formel anerkendelse. Borchgrevink blev medlem af Royal Geographical Society, senere fulgte andre æresbevisninger og medaljer fra Norge, Danmark og USA, men ekspeditionens meritter fik ingen udbredt anerkendelse. Markham fastholdt sine angreb på Borchgrevink og beskrev ham som udspekuleret og principløs. Amundsens varme hyldest var en enlig anerkendende stemme. Scotts biograf David Crane formodede, at dersom Borchgrevink havde været en britisk marineofficer, ville hans ekspedition være blevet modtaget anderledes i Storbritannien, men "en norsk sømand/skolemester ville aldrig blive taget seriøst". En forsinket anerkendelse kom i 1930, længe efter Markhams død, da Royal Geographical Society tildelte Borchgrevink selskabets æresmedalje "Patron's Medal". RGS indrømmede, at Southern Cross-ekspeditionen i sin tid ikke fik den anerkendelse, som pionerarbejdet fortjente, og at størrelsen af de problemer, som ekspeditionen overvandt, var blevet undervurderet.